# Попов, Димитр Николаев
Димитр Николаев Попов (болг. Димитър Николаев Попов; род. 27 февраля 1970, София) — болгарский футболист, игравший на позиции вратаря.

## Клубная карьера
В профессиональном футболе дебютировал в 1988 году за команду «Левски», в которой провел четыре сезона, приняв участие в 29 матчах чемпионата.
Впоследствии с 1992 по 1994 года играл в составе пловдивских команд: «Ботев» и «Спартак».
Своей игрой за последнюю команду привлек внимание тренерского штаба столичного клуба ЦСКА, в состав которого присоединился в 1995 году. Отыграл за «армейцев» следующий сезон своей карьеры. Большинство времени, проведенного в составе софийского клуба, являлся основным голкипером команды.
В течение 1996—1999 годов защищал цвета клубов «Марица», «Локомотив» (София) и «Спартак» (Варна).
Завершил игровую карьеру в 2005 году в американской команде «Эль Пасо Пэтриотс».

## Карьера за сборную
Дебют за национальную сборную Болгарии состоялся 18 февраля 1993 года в товарищеском матче против сборной ОАЭ. Был включен в состав сборной на чемпионат Европы 1996 года в Англии, на котором все матчи провёл на скамейке запасных. Всего Попов сыграл за «львов» 14 матчей.

## После карьеры
Осенью 2004 года окончил курсы судейства в США, а с начала 2005 года руководит играми детских команд штата Калифорния. Отдельно он работает в частной футбольной школе.

## Достижения
- Орден «Стара-планина» II степени (20 июля 1994 года)[5]

### «Левски»
- Обладатель Кубка Болгарии: 1990/91, 1991/92